# Raffaele Lanciano
Raffaele Lanciano (Orsogna, 5 dicembre 1817 – Chieti, 3 dicembre 1898) è stato un politico, patriota e medico italiano.

## Biografia

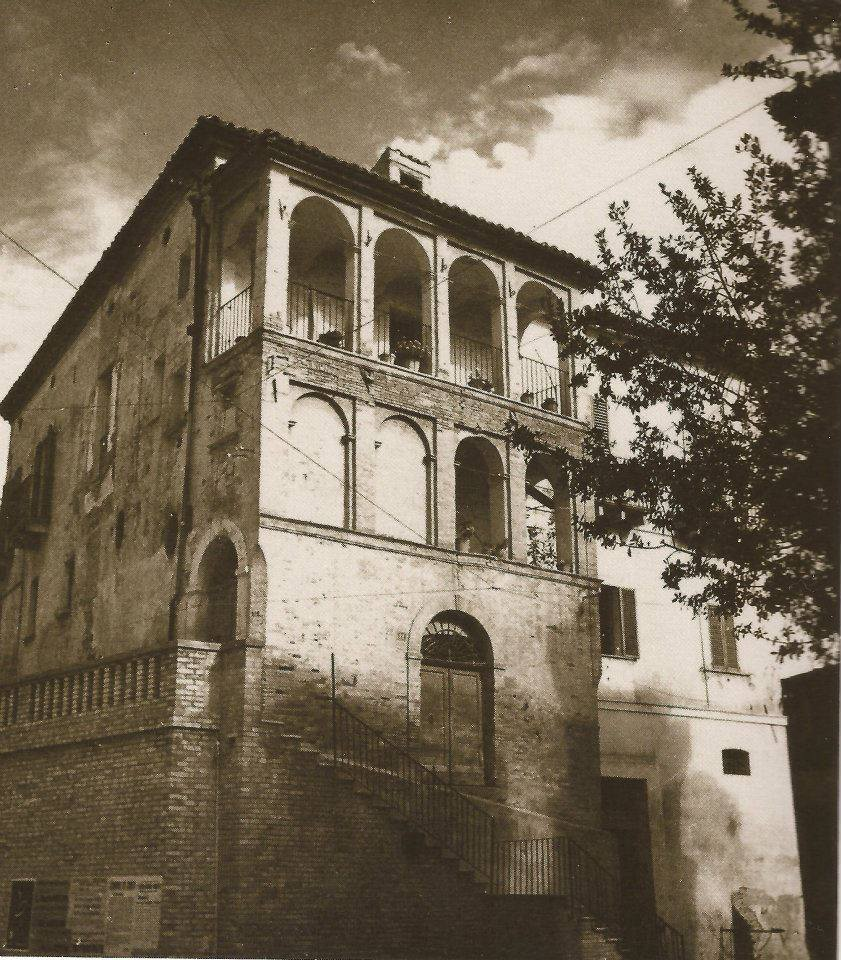
Palazzo Lanciano a Chieti, demolito nel 1957

Studiò al seminario diocesano di Chieti. Si laureò in medicina a Napoli. Conobbe nella città partenopea il patriota chietino Angelo Camillo De Meis con cui condivideva idee liberali. A Chieti esercitò le professioni di medico e di giornalista pubblicista, creando un cenacolo di intellettuali rivoluzionari; di conseguenza, la polizia borbonica iniziò a pedinarlo. Nel 1848 partecipò alle insurrezioni di Napoli, venendo condannato a 6 anni di carcere scontati tra la città partenopea e Chieti. Nel 1861 fu eletto deputato di Manoppello per due consecutive legislature (VIII e IX). Fu anche sindaco di Chieti e presidente del Consiglio Provinciale. A causa della sua salute cagionevole, il Lanciano si ritirò a vita privata nel suo palazzo di Chieti, che verrà abbattuto nel 1957. Era in piazza Templi Romani.
Il comune di Orsogna gli ha intitolato una strada.